# Andrew Nabbout
Andrew Nabbout (Melbourne, el 17 de diciembre de 1992) es un futbolista australiano que juega como delantero y su club es el Melbourne City F. C. de la A-League.

## Carrera

### Melbourne Victory

#### 2012–13
Nabbout fichó con el National Youth Team del Melbourne Victory para la temporada 2012-13 el 1 de octubre de 2012. Luego de jugar tan solo en un amistoso de la NYL; partido en el anotó dos goles ante el Altona Magic, Nabbout hizo su debut profesional con el Victory en un partido de la A-League contra el Brisbane Roar el 13 de octubre de 2012. Melbourne perdería ese encuentro 5-0.
El 10 de noviembre de 2012, Nabbout ingresó como suplente en el minuto 66 en la visita ante los rivales del club, Sydney FC, cuando el perdían el partido 2-0. Hizo historia con el Victory cuando anotó un gol en el minuto 78, y más adelante el gol de la victoria en el minuto 91, dándole así la victoria 3-2 a Melbourne. El 17 de noviembre de 2012, Nabbout fue titular por primera vez en un partido como local y anotó su primer gol contra el Central Coast Mariners, un partido que terminaría 2-2. Después firmó una extensión de contrato por 3 años con el club.
El 7 de diciembre de 2012, Nabbout jugó un partido completo por primera vez en el partido ante el Adelaide United. En ese partido anotó su cuarto gol como profesional con una asistencia de Marco Rojas. Sin embargo, Melbourne perdería el encuentro 2-4.
En esa temporada, Nabbout terminó con 21 partidos jugados para Melbourne, dos de ellos en la serie final, acumulando un total de 786 minutos.

#### 2013–14
El 27 de agosto de 2013 se confirmó que técnico de la selección de fútbol de Líbano, Giuseppe Giannini, había ofrecido convocar a Nabbout para reforzar su ataque, siendo esto posible debido a la ascendencia del futbolista. Nabbout rechazó la oferta, con la esperanza de ser convocado a la selección australiana y participar en Copa Mundial de Fútbol de 2014 en Brasil.
Luego de que Melbourne dejara ir al defensor Diogo Ferreira, Nabbout recibió la dorsal número 13 en su camiseta.

## Palmarés

### Títulos nacionales
| Título             | Club                    | País      | Año  |
| ------------------ | ----------------------- | --------- | ---- |
| A-League           | Melbourne Victory F. C. | Australia | 2015 |
| Copa del Emperador | Urawa Red Diamonds      | Japón     | 2018 |
| A-League           | Melbourne City F. C.    | Australia | 2021 |
| A-League           | Melbourne City F. C.    | Australia | 2025 |